# 蔬菜区
蔬菜区（1975年7月—1978年2月）是中华人民共和国福建省福州市历史上的一个市辖区。
1975年7月，析福州市近郊的红卫、赤卫、仓山等人民公社，设立蔬菜区；11月，析建新公社归蔬菜区。1977年8月，析新店公社归蔬菜区。1978年2月，蔬菜区改名为环城区。